# Sousveillance

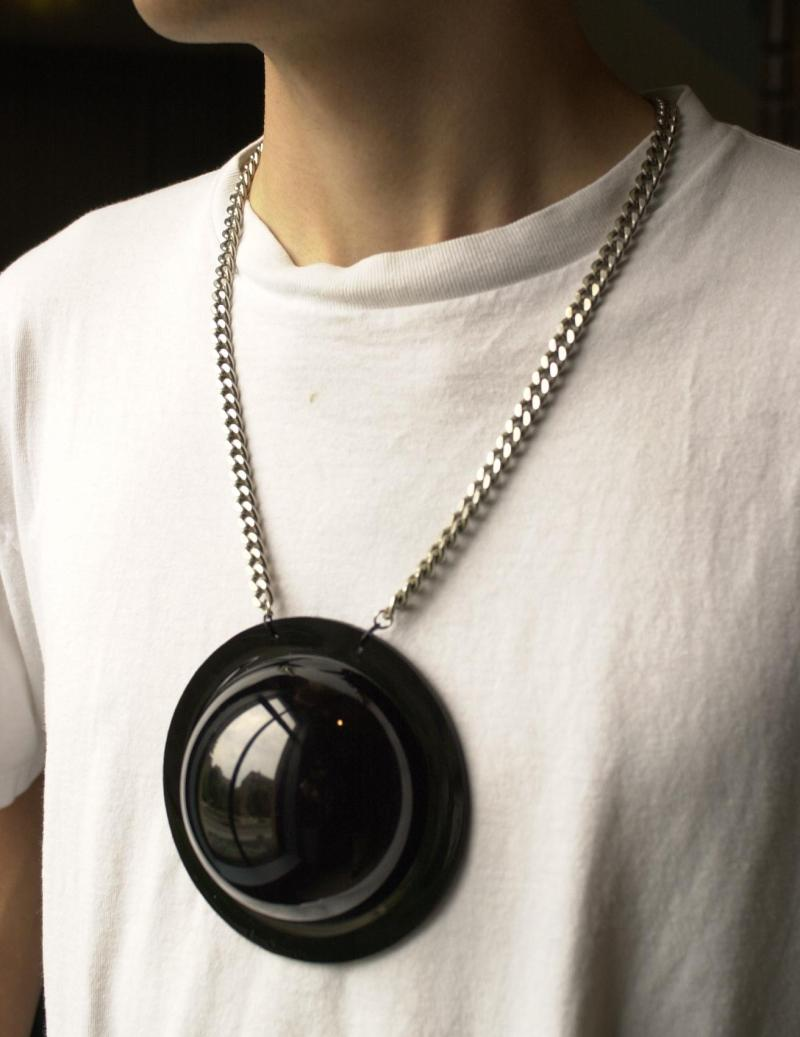
Ця закріплена на тілі людини веб-камера з бездротовою передачею даних візуально фіксує навколишнє середовище.

Sousveillance [suveˈjɑ̃s] (фр. «піднагляд») означає обернене спрямування звичного процесу спостереження. Зазвичай державні чи інші привілейовані установи здійснюють нагляд за особами без особливих прав, а при сувейлянсі піднаглядні самі спостерігають за вищими установами.
Концепцію та термін запровадив американський професор Стів Манн як «пильну уважність знизу» (англ. «watchful vigilance from underneath»). Манн досліджує сфери носимих обчислювальних пристроїв і доповнена реальності та розробив такі технічні засоби, як EyeTap, які дозволяють звичайним людям без особливих зусиль тривалий час записувати зображення свого оточення.
Він сформував концепцію сувейлянсу як критику спроб політиків рухатися в напрямку держави спостереження. Манн, який вважає себе першим людським кіборгом і розглядає свої технічні засоби як частини свого тіла, неодноразово демонстрував користувачам камер спостереження, наскільки неприємно, коли всі власні дії записуються іншими.
Усе присутнім камерам у будівлях та громадських місцях (CCTV) як формі спостереження можна протиставити «піднагляд» завдяки так само усеприсутнім мобільним камерам у смартфонах, на спортивних шоломах або в автомобілях (відеореєстраторах).

## Дивіться також
- Боді-камера

## Веб-посилання
- Стів Манн: "Цифрові окуляри, такі як Google Project Glass та мої попередні Digital Eye Glass, змінять суспільство, оскільки вони вводять двостороннє спостереження та піднагляд. Ось трохи історії та мої майбутні прогнози." – Авторська стаття в Time від 2 листопада 2012 року.
- Яша Гоффман: "Sousveillance" – NYT Magazine, 10 грудня 2006 року ("...1991 рік, коли кадри з домашньої відеокамери викрили офіцерів поліції Лос-Анджелеса, які побили Родні Кінга").